# 婚前特急
《婚前特急》，2011年4月1日上映的日本電影。

## 概要
享受著自由戀愛的24歲OL--池下千惠（吉高由里子），在好友突然結婚的刺激之下，決定從五名男友找尋適合的對象的喜劇電影。
預告是「這一次，我池下千惠，會好好檢視這五個男人的。」。
導演前田弘二以這部作品為長篇電影出道作。

## 主要角色
- 池下千惠：吉高由里子
- 田無巧：浜野謙太（SAKEROCK）
- 浜口敏子：杏
- 奥田美加：石橋杏奈
- 出口道雄：青木崇高
- 野村健二：吉村卓也
- 敏子的丈夫：吉岡睦雄
- 堀章：宇野祥平
- 老女：白川和子
- 三宅正良：榎木孝明
- 西尾實：加瀨亮

## 工作人員
- 導演：前田弘二
- 劇本：高田亮、前田弘二
- 製作人：根岸洋之、定井勇二、日下部雅謹
- 攝影：伊藤寛
- 美術指導：谷内邦恵
- 編集：佐藤崇
- 音楽：木田俊介

## 主題歌
- monobright「DANCING BABE」(デフスターレコーズ)

## DVD・Blu-ray Disc
婚前特急 DVD【通常版】
婚前特急 Blu-ray Disc
本編107分＋映像特典(「預告篇」「電視劇集」)
婚前特急 DVD【豪華版】初回限定生産
雙DVD限定生産版。以下附映像特典。
- 本編Disc（本編107分＋映像特典「預告篇」「電視劇集」）
- 特典Disc（55分）
  - 婚前特急內容
  - 主角訪談（吉高由里子、浜野謙太、青木宗高、吉村卓也、榎木孝明、加瀬亮）
  - 吉高由里子的問與答
  - 記者會精華

- 原版「婚前すごろく」
- 明信片

## 関連作品

### 映像作品
- LISMO電視劇『婚前特急-人生從17歲才開始-』（2009年9月播放）- 2010年12月23日DVD發售
- LISMO電視劇『婚前特急-人生果然是從21歲才開始-』（2011年1月配信）
- LISMO電視劇『婚前特急-離結婚還有117天-』（2011年9月2日 - 9月30日、全5話）[2] - 演出：吉高由里子、宇野祥平、剛力彩芽、山本梓、浜野謙太，等...

### 著作
- 高田亮・著『婚前特急 池下千惠 離結婚還有284日』2011年3月發售、泰文堂〈Linda Book〉ISBN 978-4803002096

## 參看
- スクリューボール・コメディ

## 相關連結
- 官方網站
- 婚前特急(konzen_jp)on Twitter （页面存档备份，存于）